# Glasflügel 604
Die Glasflügel 604 ist ein einsitziges Segelflugzeug der Firma Glasflügel Segelflugzeugbau GmbH. Der Segelflug-Index beträgt für die 22-m-Version 114, für die 24-m-Version 118.

## Geschichte
Die Glasflügel 604 basiert aerodynamisch und konzeptionell auf der von Josef Prasser und Dieter Althaus 1968 konstruierten 401 Kestrel und war ursprünglich als Versuchsträger für einen Doppelsitzer geplant. Die Spannweite wurde hierfür von 17 auf 22 Meter erhöht. Der Rumpf wurde um fast einen Meter verlängert. Ebenso erhielt das Flugzeug ein vergrößertes Höhen- und Seitenleitwerk. Der Prototyp der Glasflügel 604 startete nach nur vier Monaten Entwicklungszeit mit Huldreich Müller am 30. April 1970 auf dem Flugplatz Karlsruhe-Forchheim zu seinem erfolgreichen Erstflug.
Die Flugleistungen und -eigenschaften des Prototyps waren so vielversprechend, dass man sich bei Glasflügel nach nur geringen Modifikationen des Prototyps (Verlängerung des Rumpfes um einige cm und Verbesserung der Ruderabstimmung) zum Serienbau des Einsitzers entschloss. Der Tragflügel der Glasflügel 604 ist dreigeteilt. Er hat mit etwa 272 kg ein sehr hohes Gewicht; alleine das Mittelteil wiegt über 160 kg. Die Fläche verfügt über eine sechsteilige Wölbklappe, wobei die äußeren Klappen im Verhältnis 1:2 mit den Querrudern mitgesteuert werden. Die Betätigung der äußeren Querruder beeinflusst nicht die inneren Wölb- und Landeklappen. Gleichzeitig sind Querruder und Wölbklappen dergestalt überlagert, dass sich bei Landestellung der inneren Wölbklappen (+35°) eine starke Schränkung des Flügels ergibt. Somit ist das Flugzeug auch im Langsamflug sicher beherrschbar. Das Segelflugzeug hat neben den üblichen Landehilfen wie Stör- und Landeklappen einen zusätzlichen abwerfbaren Bremsschirm im Seitenruder. Dieser ermöglicht sehr steile Anflüge ohne wesentliche Fahrtzunahme. Die 604 hatte zu ihrer Zeit im Gegensatz zu den anderen Segelflugzeugen der Offenen Klasse recht ausgewogene Flug- und Steuereigenschaften und überzeugt durch ihre für die Größe und das Gewicht des Flugzeuges ausgeprägte Wendigkeit. Gleichzeitig beeindruckte sie durch ihr ausgezeichnetes Leistungspotential, war jedoch aufgrund der geringen Stückzahl und des hohen Preises nur einem kleinen Kreis der Segelflieger vorbehalten.
Obwohl das Cockpit mit vielen Bedienelementen ausgestattet ist, zeichnet es sich durch ein hohes Maß an Ergonomie aus – es ist sehr geräumig und komfortabel. Störend ist lediglich der Steg der zweiteiligen Cockpithaube – zwei der in Deutschland zugelassenen Glasflügel 604 sind mittlerweile mit einer durchgehenden einteiligen Haube ausgestattet worden (D-6604 und D-2085). Ebenso hat das Flugzeug komplett innenliegende Ruderantriebe – ein aerodynamisch günstiges, jedoch sehr aufwändiges Konstruktionsdetail, das sich in dieser Ausführung nur bei Segelflugzeugen der Firma Glasflügel findet.
Der Erstflug fand im Frühjahr 1970 statt. Bereits wenige Wochen später belegte Walter Neubert bei den Weltmeisterschaften in Marfa/USA mit dem Prototyp D-0604 den sechsten Platz (trotz eines für ihn ausgefallenen Wettbewerbstages). Mit diesem Flugzeug flog Walter Neubert 1972 in Kenia einen Geschwindigkeitsweltrekord über ein 300-km-Dreieck mit 153 km/h Schnittgeschwindigkeit, nachdem er schon Anfang Juli 1970 den Rekord über ein 100-km-Dreieck auf 155 km/h verbessert hatte.
Bert Zegels konnte 1974 auf der Segelflugweltmeisterschaft den zweiten Platz in der Offenen Klasse auf der Glasflügel 604 erringen; bei der Weltmeisterschaft 1976 erreichte Dick Butler den fünften Platz der Offenen Klasse mit diesem Flugzeug. Trotz ihrer Erfolge und für damalige Verhältnisse außergewöhnlichen Flugleistungen wurde die Glasflügel 604 bis Ende 1973 nur zehnmal gefertigt; Konstruktion und Herstellung waren zu kostspielig und aufwändig. Mindestens drei Exemplare waren in den 1970er-Jahren in Italien stationiert, davon zeitweilig zwei im Besitz von Adele und Giorgio Orsi aus Calcinate bei Varese (Werknummern 4 und 6).
Heute befinden sich wieder fünf Exemplare in Deutschland – hiervon gegenwärtig (10/2012) vier, WNr. 2 D-0279, WNr. 4, D-6604; WNr. 6, D-5720; WNr. 9, D-2085 in flugfähigem Zustand.
Werknummer 2 befand sich in Dunstable/England mit dem BGA-Kennzeichen 2585. Diese Maschine hat seit 2008 mit dem ehemaligen Kennzeichen D-0279 wieder eine deutsche Zulassung und ist seit September 2009 in Ulm stationiert. Heimatflugplatz der Nr. 6, D-5720 ist Grabenstetten auf der schwäbischen Alb. Lediglich eine Glasflügel 604 ist seit ihrem Erstflug 1973 unter gleichem Kennzeichen (WNr. 9, D-2085; heute in Nastätten im Taunus stationiert) ununterbrochen zugelassen. WNr. 10, ehemals I-ALTI, wird zurzeit in Pirmasens wieder in flugfähigen Zustand versetzt und ist unter D-2109 in Deutschland zugelassen. Fünf Exemplare sind in den USA beheimatet. Von den letzteren ist zumindest eines in flugfähigem Zustand im Besitz von Steven Leonard (WNr. 8, N57L). Die weiteren in den USA immatrikulierten 604 sind: WNr. 1 (Prototyp, ehem. D-0604) als N62301, WNr. 3 als N165D, WNr. 5 als N854A sowie WNr. 7 als N604VP. WNr. 1, 3, 5, 7 sind in Besitz von James Turrell/Arizona. Über ihren Zustand ist dem Verfasser zurzeit nichts bekannt.
Die Glasflügel 604 stellte seinerzeit das leistungsfähigste (und teuerste) serienmäßig in GfK gebaute Segelflugzeug dar und wurde in ihrer Leistungsklasse erst 1981 durch die Neuentwicklungen ASW 22 bzw. Nimbus 3 abgelöst. Für die Werknummer 2 wurde etwa 1972 auf Veranlassung von Walter Neubert ein kürzeres Flächenmittelstück für eine 20-m-Version gebaut und getestet. Diese war zuletzt in Ulm stationiert. Ein Exemplar wurde auf 24 m Spannweite vergrößert. Dies ist das größte jemals in Glasfaser gebaute Segelflugzeug (Nr. 4, D-6604, ehemals D-7004; heute in Deckenpfronn beheimatet).
Alle nachfolgend gebauten Segelflugzeuge der Offenen Klasse verwenden die wesentlich festere und leichtere Kohlenstofffaser im Flügel. Hiermit konnten dünnere Tragflügelprofile sowie noch größere Spannweiten und Tragflügelstreckungen realisiert werden, die einen geringeren Luftwiderstand und somit Anfang der 1980er-Jahre eine um etwa 10 bis 15 Prozent höhere maximale Gleitzahl und ein etwas geringeres Eigensinken zur Folge hatten. Heutige Spitzenkonstruktionen der Offenen Klasse wie die Eta erreichen Gleitzahlen von 65.

### Weiterverwendung der Glasflügel-604-Formen
AK-2
Die Akaflieg Karlsruhe entwickelte auf Grundlage von Tragflächen und Rumpf der 604 das Konzept eines Segelflugzeugs mit Klapptriebwerk, bei dem der Motor im Rumpf verbleibt. In den 1970er-Jahren stellte das eine Neuerung dar. Das Projekt der AK-2 wurde aufgrund technischer Schwierigkeiten mit Motor und Kraftübertragung zugunsten der AK-5 abgebrochen.
AK-5/5b
Die Akaflieg entwickelte dann auf Grundlage des Rumpfes der Glasflügel 604 zwei Segelflugzeuge mit 15 Metern Spannweite, die AK-5 und AK-5b.
fs 31, B12, B13
Für die Leitwerksbelegung des Rumpfes der fs 31 der Akaflieg Stuttgart wurden die Leitwerke der Glasflügel 604 verwendet. Die Kontur des Höhenleitwerks fand bei den Berliner Flugzeugentwicklungen B12 und B13 Verwendung.

## Technische Daten
| Kenngröße              | Daten |
| ---------------------- | --- |
| Konstrukteure          | Eugen Hänle/Josef Prasser/Dieter Althaus                                                                                               |
| Besatzung              | 1 |
| Rumpflänge             | 7,56 m |
| Spannweite             | 22,00 m |
| Flügelfläche           | 16,26 m² |
| Flügelstreckung        | 29,8 |
| Leitwerk               | T-Leitwerk |
| Bauweise               | GfK |
| Leermasse              | 455 kg |
| max. Zuladung im Rumpf | 130 kg |
| max. Wasserballast     | 100 kg |
| max. Startmasse        | 650 kg |
| Flächenbelastung       | 34–40 kg/m² |
| vmin                   | 66 km/h |
| vne                    | 250 km/h |
| vmax Winde             | 130 km/h |
| vmax F-Schlepp         | 150 km/h |
| Geringstes Sinken      | 0,53 m/s bei 75 km/h und 34 kg/m² |
| Gleitzahl              | 49 bei 105 km/h und 40 kg/m², gemäß Idaflieg-Vermessung (D-2085)                                                                       |
| Flügelprofil           | Wortmann FX-67-K-170 an der Wurzel aus statischen Gründen auf ca. 20 % aufgedickt, zum Randbogen hin auf Wortmann FX-67-K-150 gestrakt |